# Josef Poppelreuter
Josef Poppelreuter (auch Mathias Joseph Poppelreuter; * 20. August 1867 in Laach; † 5. Februar 1919 in Köln) war ein deutscher Archäologe und Kunsthistoriker. Er war der erste Direktor der römischen Abteilung des Wallraf-Richartz-Museums in Köln, aus der später das Römisch-Germanische Museum entstand.

## Berufliche Laufbahn
Josef Poppelreuter besuchte das Friedrich-Wilhelm-Gymnasium in Köln und studierte anschließend in Berlin Archäologie und Kunstgeschichte. Sein Studium schloss er im Wintersemester 1892/93 mit der Promotion ab; seine Dissertation schrieb er zum Thema De comoediae Atticae primordiis particulae duae (Die Anfänge des attischen Lustspiels auf Grund alter Vasengemälde). Seine berufliche Laufbahn begann er als Volontär und später wissenschaftlicher Hilfsarbeiter in den Königlichen Museen in Berlin, wo er die Keramiken der Schliemannschen Sammlung sowie die Buchillustrationen des Königlichen Kunstgewerbemuseums ordnete.
1899 kam Poppelreuter als Assistent an das Wallraf-Richartz-Museum nach Köln, wo er sich der Steinplastik des Mittelalters und dem Gräberfeld an der Luxemburger Straße widmete. Er katalogisierte die moderne Gemäldegalerie des Museums und ließ die modernen Räume der Galerie einrichten. 1908 wurde er Direktor der Skulpturen- und Antikensammlung. 1914 war die Römische Abteilung so groß geworden, dass sie als selbständige Abteilung unter Poppelreuter als Direktor geführt wurde. Nach dem Tod des Museumsdirektors Alfred Hagelstange leitete er das Museum kommissarisch. 1919 starb er im Alter von 52 Jahren nach langer Krankheit. Der Kölner Stadt-Anzeiger schrieb in seinem Nachruf auf Josef Poppelreuter: „Unter seinen engeren Fachgenossen und den Museumsfreunden war er bekannt als ein gediegener Gelehrter und vorsichtiger Forscher; auf dem Gebiet der Römerkunde hatte er sich durch glückliche Funde, geistreiche Kombinationen und tiefgehende Forschungen einen besonders geachteten Namen erworben.“

## Straßenbenennung
Im Mai 2013 wurde von der zuständigen Kölner Bezirksvertretung beschlossen, die ursprünglich nach Walther Poppelreuter benannte Poppelreuter-Straße in Köln-Ostheim in Josef-Poppelreuter-Straße umzubenennen. Die Umbenennung erfolgte aufgrund der Vergangenheit des Psychiaters Walther Poppelreuter während der Zeit des Nationalsozialismus, auch auf Wunsch der Nachkommen des Bonner Psychiaters Otto Löwenstein, der 1933 von Walther Poppelreuter aus dem Amt des Klinikleiters gedrängt worden war.

## Publikationen (Auswahl)
- Der anonyme Meister des Poliphilo. Eine Studie zur italienischen Buchillustration und zur Antike in der Kunst des Quattrocento. Heitz, Strassburg 1904.
- Kritik der Wiener Genesis, zugleich ein Beitrag zur Geschichte des Untergangs der alten Kunst. DuMont-Schauberg, Köln 1908.
- Die Nationen im Wettstreit der Künste. DuMont-Schauberg, Köln 1916.
- Modell des römischen Cöln. DuMont-Schauberg, Köln 1916. Digitalisat